# Earlimart
Earlimart és una població dels Estats Units a l'estat de Califòrnia. Segons el cens del 2000 tenia 6.583 habitants.

## Demografia
Segons el cens del 2000, Earlimart tenia 6.583 habitants, 1.501 habitatges, i 1.319 famílies. La densitat de població era de 1.264,5 habitants/km².
Dels 1.501 habitatges en un 59,1% hi vivien nens de menys de 18 anys, en un 59,9% hi vivien parelles casades, en un 18,9% dones solteres, i en un 12,1% no eren unitats familiars. En el 8,8% dels habitatges hi vivien persones soles el 4,5% de les quals corresponia a persones de 65 anys o més que vivien soles. El nombre mitjà de persones vivint en cada habitatge era de 4,39 i el nombre mitjà de persones que vivien en cada família era de 4,61.
Per edats la població es repartia de la següent manera: un 42,3% tenia menys de 18 anys, un 12,9% entre 18 i 24, un 25,7% entre 25 i 44, un 13,1% de 45 a 60 i un 6% 65 anys o més.
L'edat mediana era de 22 anys. Per cada 100 dones de 18 o més anys hi havia 104,9 homes.
La renda mediana per habitatge era de 21.299 $ i la renda mediana per família de 21.544 $. Els homes tenien una renda mediana de 20.653 $ mentre que les dones 18.438 $. La renda per capita de la població era de 7.169 $. Entorn del 38,1% de les famílies i el 41,9% de la població estaven per davall del llindar de pobresa.

## Poblacions més properes
El següent diagrama mostra les poblacions més properes.